# Klaritromycin

Strukturformel

Klaritromycin (varunamn: Klacid) är ett antibiotikum som ingår i antibiotikagruppen makrolider. Preparatet fungerar  genom att hämma bakteriernas proteinsyntes genom att binda till ribosomens 50S-enhet. Användning av klaritromycin är vanligt förekommande vid pneumoni orsakad av atypiska bakterier som Mycoplasma pneumoniae, Chlamydophila pneumoniae och Chlamydophila psittaci. Klaritromycin är också vanligt  vid erradikeringsbehandling av H. pylori vid ulkussjukdom tillsammans med amoxicillin och protonpumpshämmare.